# Tadeusz Gdula
Tadeusz Jan Gdula (ur. 18 stycznia 1890 w Skawinie, zm. 19 grudnia 1985) – polski nauczyciel, działacz społeczny, samorządowy i związkowy, burmistrz Chrzanowa, polityk, poseł na Sejm III, IV i V kadencji w II RP, członek władz Rady Obwodowej Obozu Zjednoczenia Narodowego w Chrzanowie w 1937 roku.

## Życiorys
Był synem Macieja i Gabrieli z domu Świdowskiej. Ukończył gimnazjum w Podgórzu-Krakowie, zdając maturę w 1909 roku, i Wydział Filozoficzny Uniwersytetu Jagiellońskiego z dyplomem nauczyciela szkół średnich.
W latach 1912–1914 działał w Polowych Drużynach Sokolich, następnie służył w 56 pułku piechoty armii austriackiej, od czerwca 1915 roku do lutego 1919 roku przebywał w niewoli rosyjskiej. W latach 1919–1920 walczył w WP jako ochotnik, w 1921 roku przeszedł do rezerwy w stopniu podporucznika. Uczestniczył w akcji plebiscytowej na Śląsku, był ochotnikiem w Legionie Zaolziańskim i organizatorem powiatowego Komitetu Walki za Śląsk Zaolziański.
W 1919 roku pracował jako nauczyciel w Gimnazjum św. Anny w Krakowie, następnie jako nauczyciel języka polskiego i łaciny w Gimnazjum im. Stanisława Staszica w Chrzanowie.
W latach 1933–1939 był burmistrzem miasta Chrzanowa. Był założycielem i przez wiele lat szefował ZHP w tym mieście, był prezesem Związku Strzeleckiego i Federacji Polskich Związków Obrońców Ojczyzny na powiat chrzanowski.
Pełnił wiele innych funkcji w Chrzanowie, m.in.: prezesa organizacji powiatowej BBWR, wojewódzkiego inspektora Organizacji Młodzieży Pracującej.
Był też działaczem związkowym, m.in. w 1928 roku współtworzył oddział Bezpartyjnego Zrzeszenia Robotników im. Józefa Piłsudskiego (później pod nazwą Gospodarczy Związek Zawodowy Robotników Przemysłu Metalowego w Polsce), od 1929 roku był wiceprezesem Konfederacji Związków Zawodowych, od 1931 członkiem Polskiego Bezpartyjnego Zespołu Pracy, w okresie 1931–1936 – wiceprezesem Związku Zawodowego Robotników Przemysłu Górniczego (1931–1936), w latach 1931–1937 był organizatorem i członkiem Rady Okręgowej Związków Związków Zawodowych (ZZZ) w Krakowie i równocześnie członkiem prezydium Centralnego Wydziału Zawodowego ZZZ, prezesem Związku Pracowników Państwowych i Samorządowych w Chrzanowie. Był współorganizatorem i członkiem Rady Nadzorczej oraz członkiem Wydziału Wykonawczego Zjednoczenia Polskich Związków Zawodowych.
W wyborach parlamentarnych w 1930 roku został posłem na Sejm III kadencji (1930–1935) z listy nr 1 (BBWR) z okręgu nr 42 (Kraków-powiat). Należał do klubu BBWR i pracował w komisjach: ochrony pracy (w której był sekretarzem), opieki społecznej i inwalidzkiej. W wyborach parlamentarnych w 1935 roku został ponownie wybrany posłem na Sejm IV kadencji (1935–1938) 62 106 głosami z listy państwowej z okręgu nr 82, obejmującego powiaty: krakowski i chrzanowski. Należał do klubu Parlamentarna Grupa Pracy (w którym był sekretarzem). Pracował w komisjach: administracyjno-samorządowej, pracy, zdrowia społecznego i opieki społecznej. W wyborach parlamentarnych w 1938 roku został kolejny raz wybrany posłem na Sejm V kadencji (1938–1939) z listy państwowej z okręgu nr 82, obejmującego powiaty: krakowski i chrzanowski. Należał do klubu OZN. Pracował w komisjach: administracyjno-samorządowej, budżetowej (zastępca przewodniczącego), inwestycji, pracy (przewodniczący), regulaminowej, zdrowia społecznego i opieki społecznej.
W 1937 został wybrany wiceprezesem Związku Miast Małopolskich i pełnił tę funkcję do 1939. Od 1937 roku był działaczem OZN.
Po wybuchu II wojny światowej działał w Armii Krajowej.
Został pochowany na Cmentarzu Rakowickim w Krakowie (kwatera XXVa, rząd zachodni, grób numer 7). Pogrzeb odbył się 21 grudnia 1985 o godzinie 12:30.

## Odznaczenia
- Order Odrodzenia Polski,
- Złoty Krzyż Zasługi (1937)[7],
- Medal Dziesięciolecia Odzyskanej Niepodległości[1],
- honorowy obywatel miasta Chrzanowa[3].